# Agriculture mécanisée

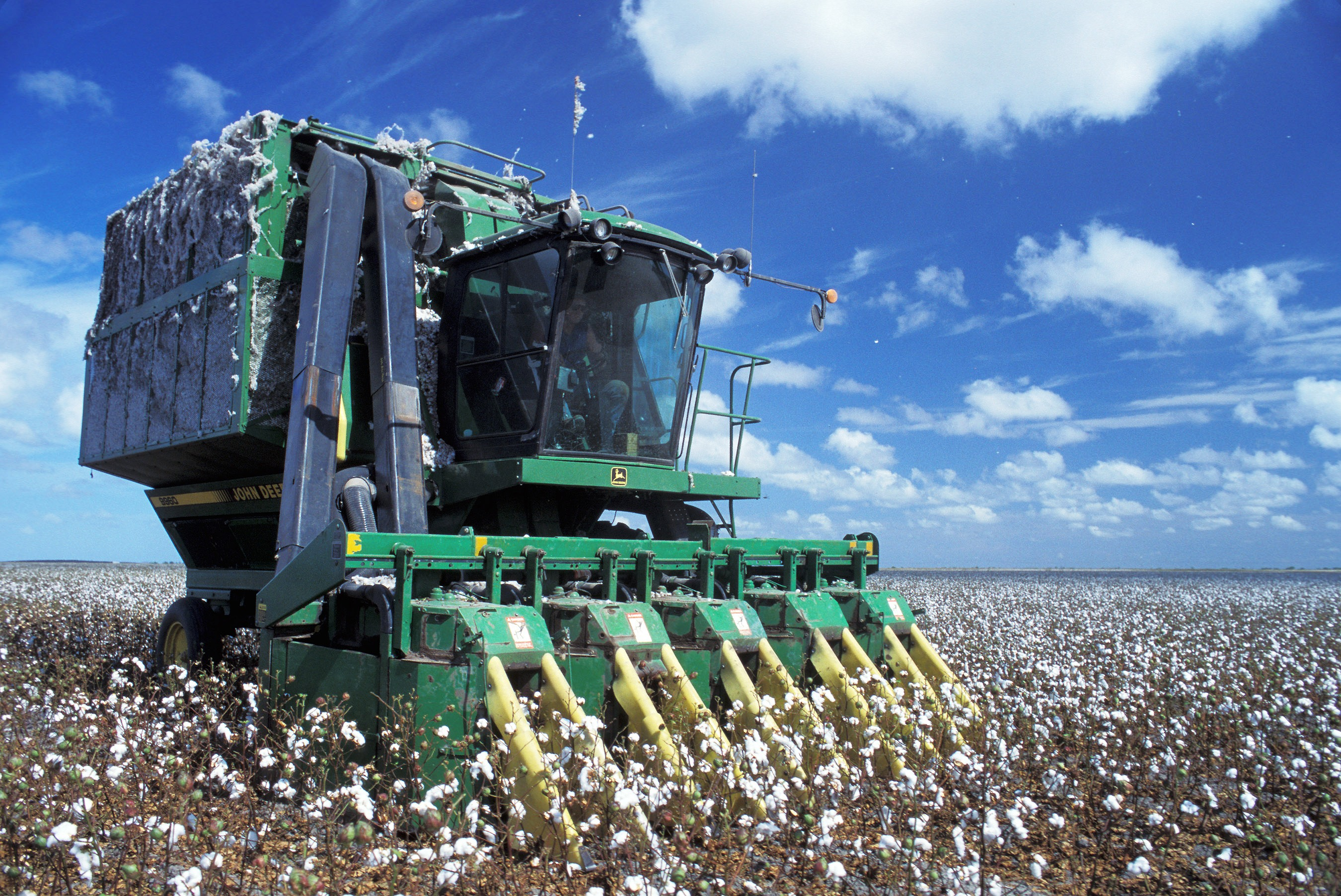
Machine à récolter le coton de marque John Deere

L'agriculture mécanisée est un processus qui consiste à l'utilisation de machines agricoles afin de travailler l'agriculture et d'améliorer significativement la productivité engendrée par les travailleurs agricoles. Au début du XXe siècle, la démocratisation des machines agricoles remplaça progressivement le travail manuel effectué jusqu'alors, qui était généralement assisté par l'utilisation d'animaux tels que le bœuf ou le mulet.
L'histoire de l'agriculture illustre l'utilisation plus ancienne d'outils comme la charrue. La mécanisation implique l'utilisation d'un instrument servant d'intermédiaire entre la ressource récoltée et le travail effectué. Celui-ci peut effectuer une transformation d'un mouvement linéaire en rotation, ou peut offrir un avantage mécanique comme une augmentation ou diminution de vitesse, ou encore un effet de levier.

L'agriculture mécanisée comprend l'utilisation de tracteurs, camions, moissonneuses-batteuses, aéronef, hélicoptères ou tout autre véhicule d'utilisation agricole. L'agriculture moderne utilise même parfois des ordinateurs utilisant les données d'imagerie satellite et GPS afin d'améliorer les rendements.
La mécanisation est un des facteurs ayant permis les processus d'urbanisation et d'économie industrielle. Outre l'amélioration de l'efficacité productive, la mécanisation encourage la production à grande échelle et améliore en général la qualité des ressources produites. Cependant, elle est aussi responsable de la disparition progressive des emplois liés à la main-d’œuvre agricole, et engendre pollution, déforestation et érosion.

## Histoire
Le semoir de l'agronome Jethro Tull créé en 1701 était un dispositif mécanique optimisant l'espacement entre les semences, et leur profondeur, permettant une augmentation du rendement des cultures tout en limitant les pertes. Cette création est un facteur important dans la Révolution Agricole britannique.
Depuis les débuts de l'agriculture, le battage était réalisé à main humaine à l'aide d'un fléau, ce qui nécessitait une grande charge de travail. La batteuse, inventée en 1794 mais démocratisée après plusieurs décennies, a simplifié le travail agricole et a permis une utilisation efficace des animaux de traits.

## Outils d'application future

### Récoltes d'asperges
Les asperges sont récoltées à la main, ce qui implique des coûts liés à la main-d’œuvre représentant 71 % des coûts de production, et 44 % des coûts de vente. La difficulté de mécanisation de la récolte de l'asperge est due au fait que chaque asperge mûrit à un rythme différent, ce qui rend presque impossible une récolte uniforme. Un prototype de machine récoltant les asperges en utilisant un capteur lumineux permettant d'identifier la taille de chaque asperge en sol devrait être disponible pour un usage commercial.

### Récolte du piment
En 2014, un prototype de machine cueilleuse de piment a été développé à l'Université d'État du Nouveau-Mexique. Ce prototype se révèle prometteur à l'heure où le piment est entièrement cueilli à la main.

### Récolte des oranges
En 2010, seulement 10 % des récoltes d'orange sont mécaniquement assistées [Où ?]. Cela est dû à plusieurs facteurs comme l'incertitude de rentabilité dans le futur en raison de la concurrence du Brésil, ou les dégâts que subissent les orangers en cas d'utilisation massive de ce procédé mécanique.